# Ludvig Broomé

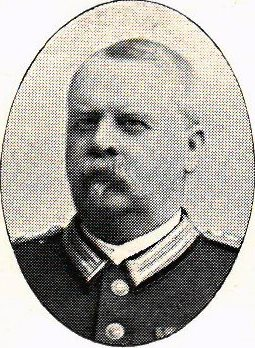
Ludvig Broomé

Ludvig Broomé, född 2 maj 1838 i Västra Sallerups socken, Malmöhus län, död 21 januari 1920, var en svensk ingenjör. Han var son till Gustaf Broomé och halvbror till Gustaf Broomé.
Broomé blev student vid Lunds universitet 1856, genomgick efter föregående praktik vid Södra stambanan 1859-61 Högre artilleriläroverket på Marieberg samt utnämndes 1864 till löjtnant, 1877 till kapten och 1896 till major vid Väg- och vattenbyggnadskåren. Åren 1864-74 var han distriktsadjutant i östra väg- och vattenbyggnadsdistriktet samt tjänstgjorde därefter vid åtskilliga tillfällen, bl.a. som t.f. byråchef, i Väg- och vattenbyggnadsstyrelsen. En lika omfattande som betydelsefull verksamhet bedrev han som förslagsställare för farleder, vattenregleringar och vattenverksanläggningar i olika delar av landet. Särskilt kan nämnas det 1901-03 med statsbidrag utarbetade förslaget till reglering av Mälarens vattenstånd och upprensning av dess farleder.
Åren 1884-85 var Broomé ledamot av kommittén för uppgörande av förslag till lag om stadsplaners genomförande och förordnades 1900 till Sveriges ombud vid den i Paris hållna kongressen för inre sjöfart. Han var 1874-78 verkställande direktör i AB Stockholms byggnadsförening och 1876-80 i Stockholms Nya Spårvägs AB samt 1879-90 disponent vid Motala Mekaniska Verkstad.